# SC Zichen-Zussen-Bolder

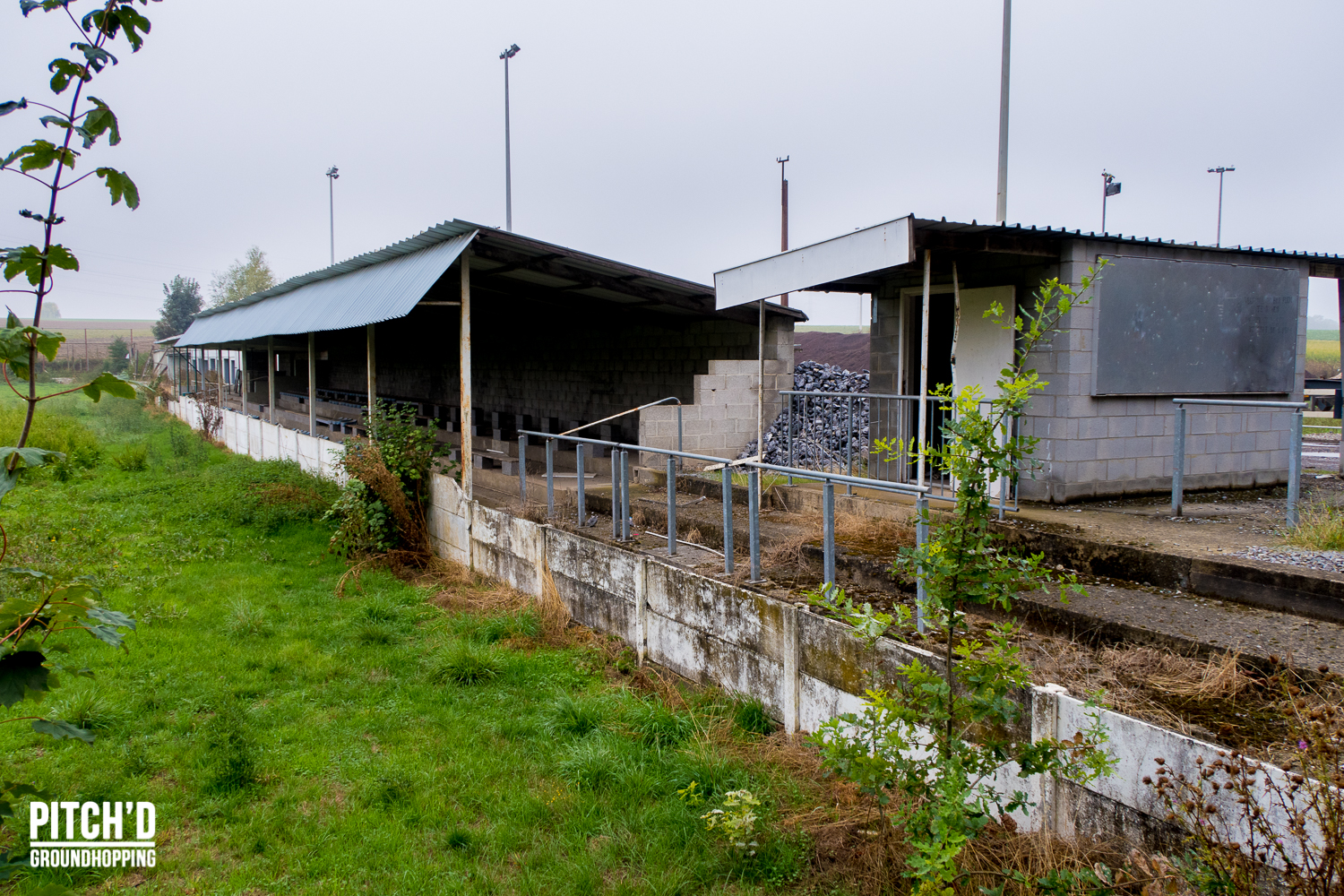
Het verlaten Roosburg stadion, de voormalige thuisbasis van SC Zichen-Zussen-Bolder, gefotografeerd in 2018.

SC Zichen-Zussen-Bolder (kortweg Z-Z-Bolder of ZZB) was een Belgische voetbalclub uit Zichen-Zussen-Bolder. De club wass aangesloten bij de KBVB met stamnummer 5845 en heeft groen en wit als kleuren.

## Geschiedenis
De club werd in 1954 opgericht en sloot bij de Belgische Voetbalbond aan met stamnummer 5845. De club ging er spelen in de provinciale reeksen.
De club maakte sinds het seizoen 2003/04 een opmars van de vierde provinciale naar de eerste provinciale waar het in 2009 meedeed aan de eindronde voor bevordering naar de vierde klasse. Eind december 2010 ging de club met forfait en werd geschrapt uit de stand in Eerste Provinciale.

## Resultaten
| Seizoen | Klasse | Klasse | Klasse | Klasse | Klasse | Klasse | Klasse | Klasse | Reeks                  | Punten | Opmerkingen                       |
|         | I      | II     | III    | IV     | P.I    | P.II   | P.III  | P.IV   |                        |        |                                   |
| ------- | ------ | ------ | ------ | ------ | ------ | ------ | ------ | ------ | ---------------------- | ------ | --------------------------------- |
| 2004/05 |        |        |        |        |        |        | 1      |        | Derde prov. Limburg D  | 63     |                                   |
| 2005/06 |        |        |        |        |        | 13     |        |        | Tweede prov. Limburg B | 35     |                                   |
| 2006/07 |        |        |        |        |        | 2      |        |        | Tweede prov. Limburg C | 72     |                                   |
| 2007/08 |        |        |        |        | 3      |        |        |        | Eerste prov. Limburg   | 57     |                                   |
| 2008/09 |        |        |        |        | 3      |        |        |        | Eerste prov. Limburg   | 61     |                                   |
| 2009/10 |        |        |        |        | 10     |        |        |        | Eerste prov. Limburg   | 40     |                                   |
| 2010/11 |        |        |        |        | 16     |        |        |        | Eerste prov. Limburg   | 0      | Algemeen forfait in december 2010 |